# Neomonodes
Neomonodes é um gênero de traça pertencente à família Arctiidae.